# Grenade, Haute-Garonne
Grenade este o comună în departamentul Haute-Garonne din sudul Franței. În 2009 avea o populație de 7.752 de locuitori.

## Evoluția populației
| An        | 1975  | 1982  | 1990  | 1999  | 2006  | 2009  |
| --------- | ----- | ----- | ----- | ----- | ----- | ----- |
| Populație | 4.540 | 4.784 | 5.026 | 5.767 | 6.681 | 7.752 |

## Monumente

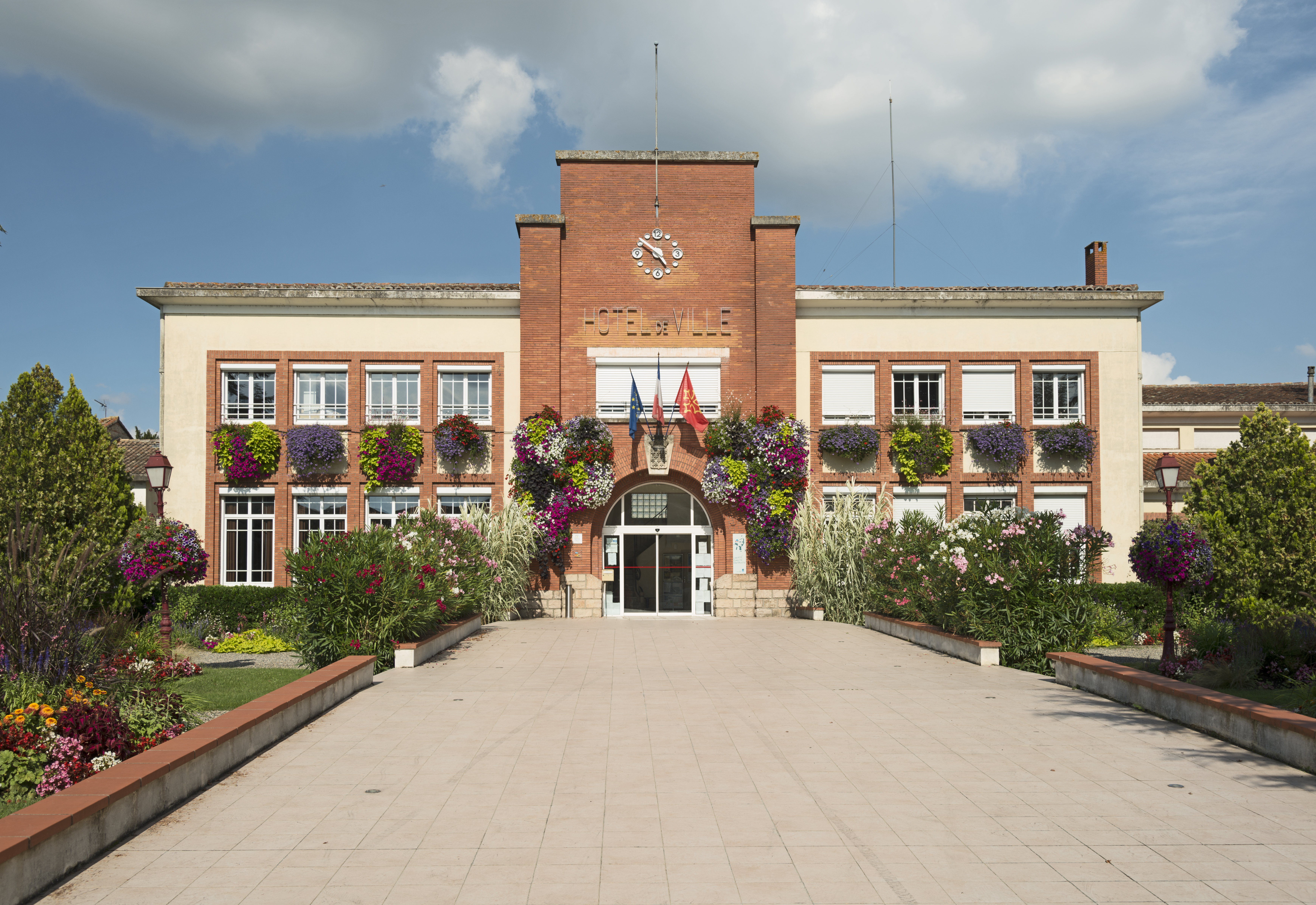
Primăria
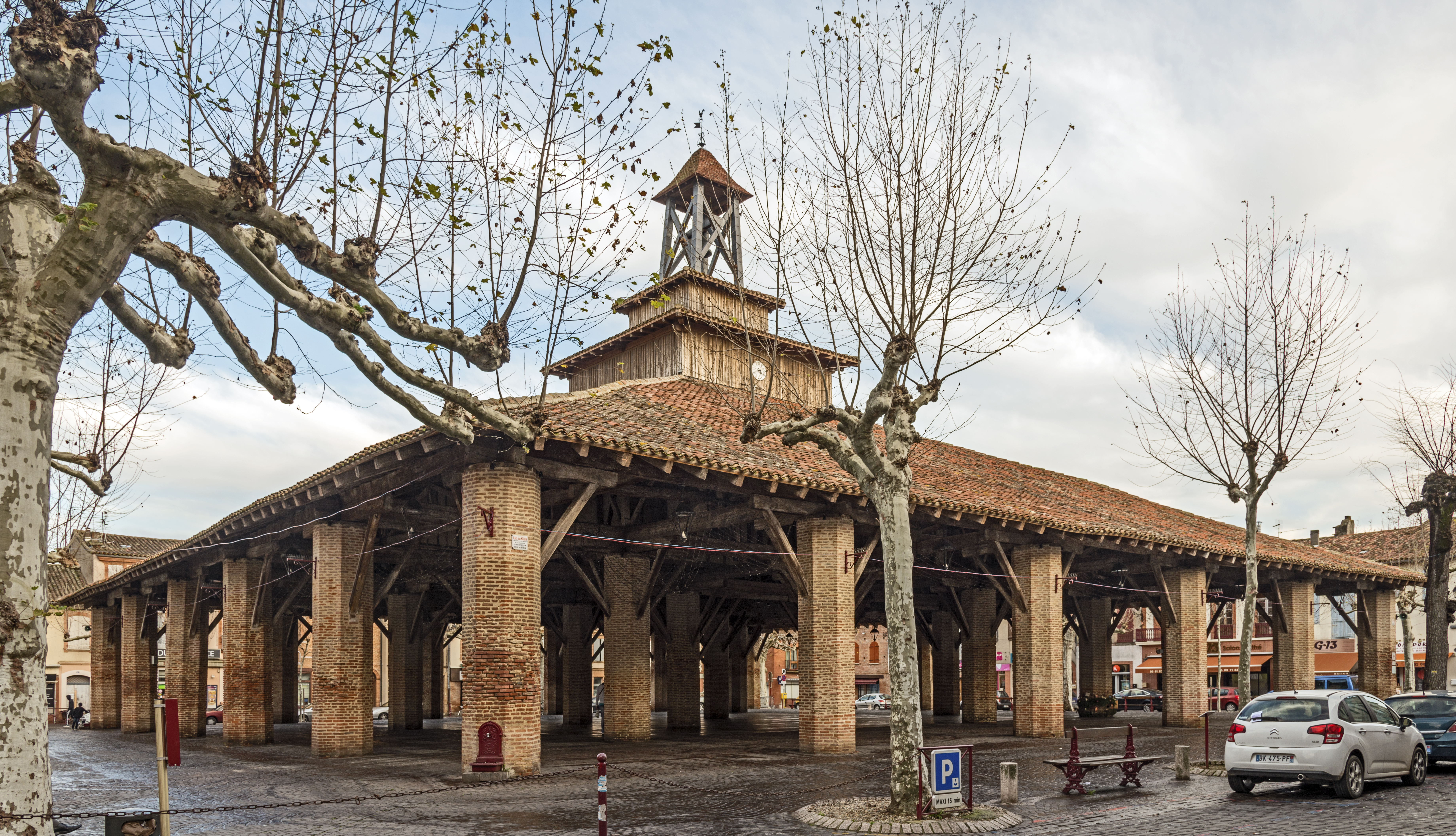
Hala
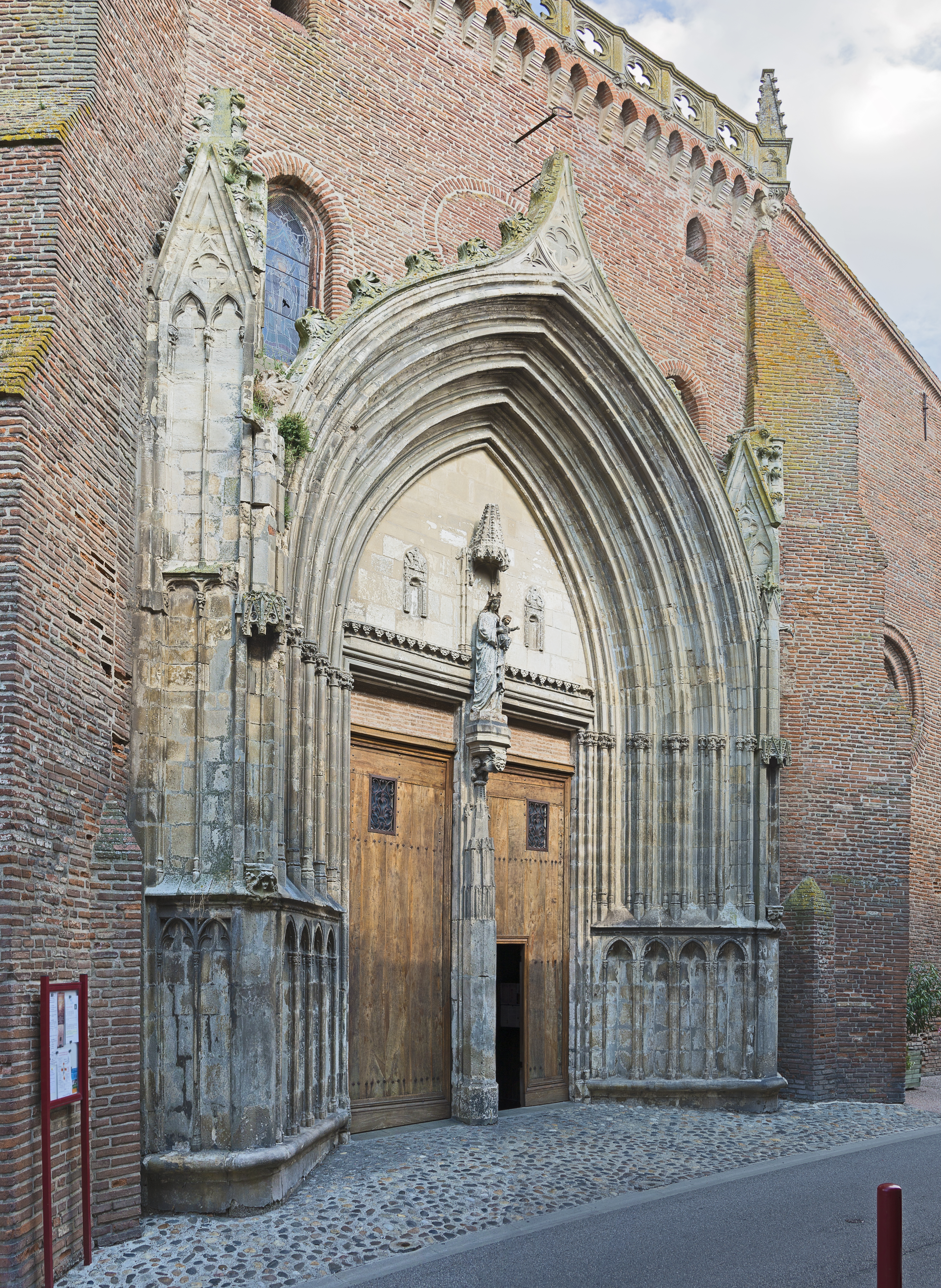
tinda bisericii
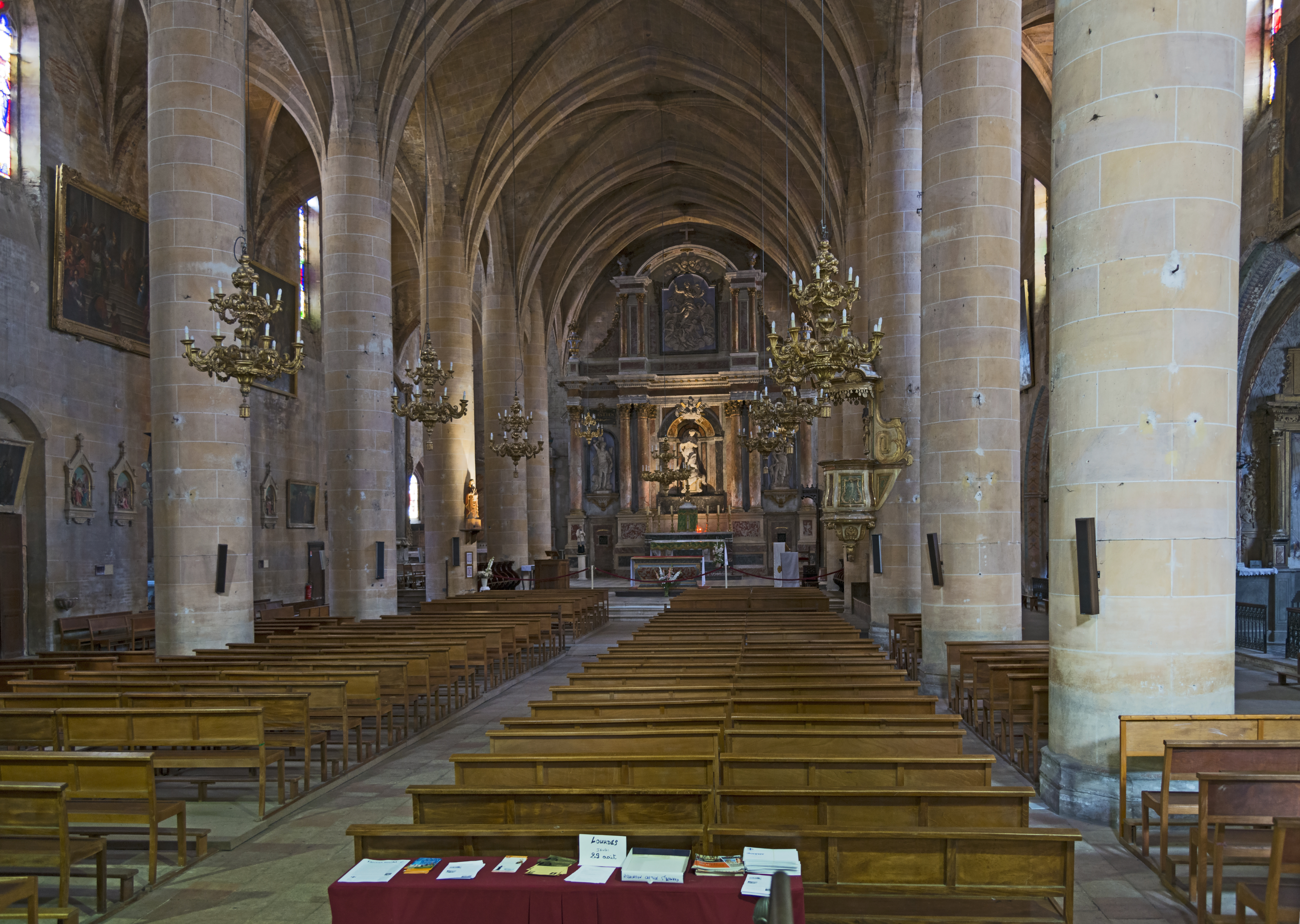
Interiorul bisericii
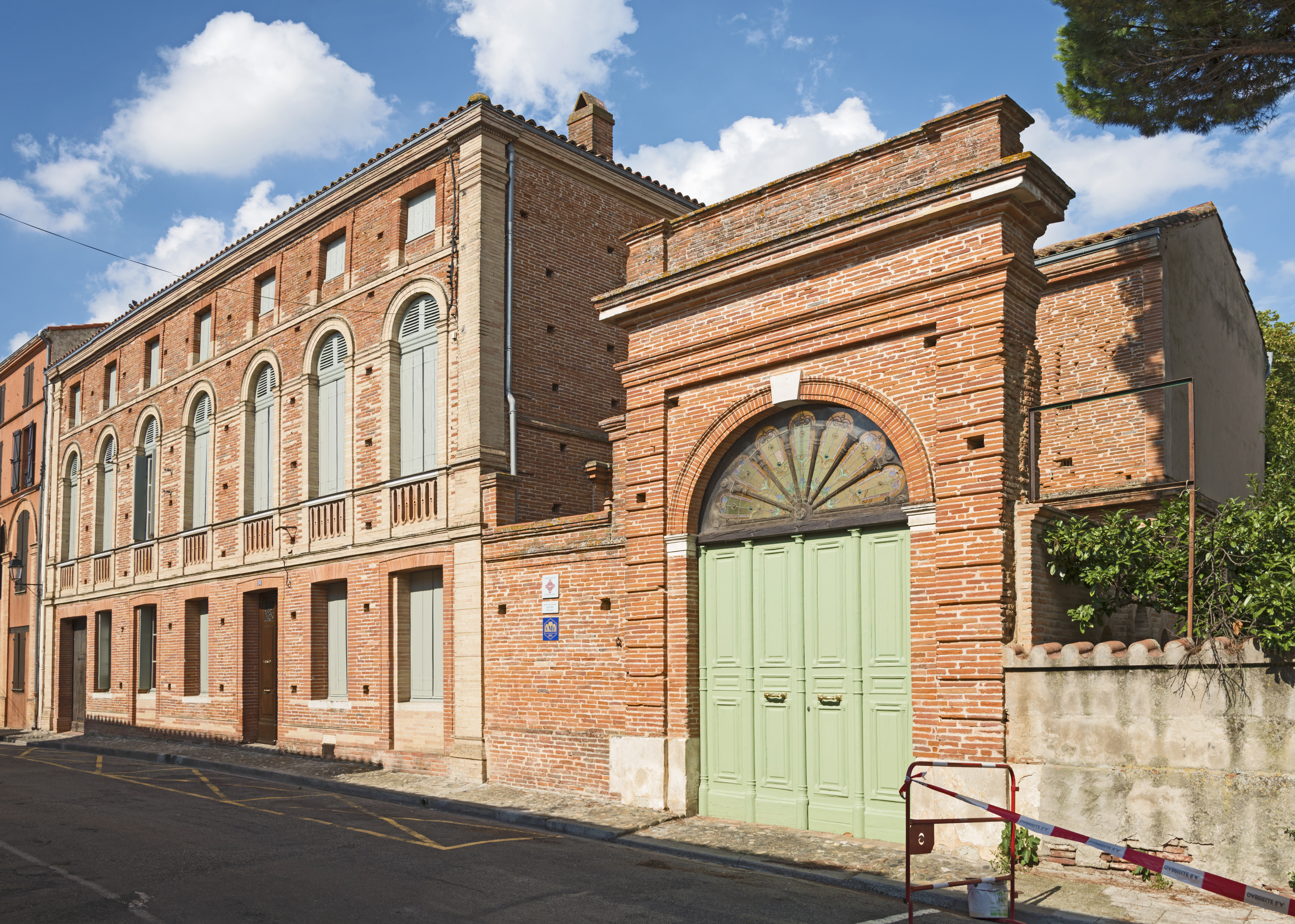
Mănăstire